# Epipremnum meeboldii
Epipremnum meeboldii — вид квіткових рослин з роду Epipremnum і родини Araceae.
Він походить з індійського штату Ассам (Маніпур).